# Hasselt-Spa-Hasselt
Hasselt-Spa-Hasselt est une course cycliste belge, disputée de 1984 à 2008 entre Hasselt, en Région flamande, et Spa, en Wallonie.
C'est une épreuve amateur de 1984 à 1995, de catégorie classée en 1,5 de 1996 à 2004. Elle est supprimée en 2009 par le fait de soucis financiers.

## Palmarès
| Année | Vainqueur             | Deuxième                  | Troisième          |
| ----- | --------------------- | ------------------------- | ------------------ |
| 1984  | Luc Roosen            | Ludo Adriaensen           | Bruno Geuens       |
| 1985  | Wim Arras             | Ronny Vlassaks (nl)       | Bruno Geuens       |
| 1986  | Ludwig Willems        | Walter Van den Branden    | Guido Verdeyen     |
| 1987  | Peter Schroen (nl)    | Anthony Theus (nl)        | Luc Govaerts       |
| 1988  | Patrice Bar           | Sammie Moreels            | Greg Moens         |
| 1989  | Carl Roes             | Luc Dierickx              | Philippe Mathy     |
| 1990  | Laurenz Beauprez      | Alexandr Shefer           | Mario Liboton      |
| 1991  | Edward Mintjens       | Hans De Clercq            | Danny Alaerts (eu) |
| 1992  | Wim Omloop            | Erwin Thijs               | Vladimir Kirik     |
| 1993  | Franky De Buyst       | Roberts Vinvoskis         | Martin van Steen   |
| 1994  | Hendrik Van Dijck     | Wim van de Meulenhof (nl) | Nico Dams          |
| 1995  | Mario Liboton         | Nico Renders              | Kurt Dhont         |
| 1996  | Johan Capiot          | Roberto Sgambelluri       | Ronny Van Asten    |
| 1997  | Ludo Dierckxsens      | Peter Verbeken            | Marc Lotz          |
| 1998  | Koen Dierickx         | Nico Vuurens              | Erwin Bollen       |
| 1999  | Kirk O'Bee            | Nico Sijmens              | Geoffrey Demeyere  |
| 2000  | Ronald Mutsaars       | Thierry De Groote (nl)    | Johan Coenen       |
| 2001  | Nathan Clarke         | Kevin Van Impe            | Tom Boonen         |
| 2002  | Tommy Van de Gehuchte | Nathan Clarke             | Mathijs Loohuis    |
| 2003  | Andrew Vancoillie     | Erwin Meijer              | Michael Blanchy    |
| 2004  | Marc de Maar          | Huub Duyn                 | Thomas Ongena      |
| 2005  | Greg Van Avermaet     | Bjorn Coomans             | Jelle Vanendert    |
| 2006  | Kristof Goddaert      | Nikolas Maes              | Geert Steurs       |
| 2007  | Tim Vermeersch        | Kristof Vandewalle        | Tom Huyvaert       |
| 2008  | Jonas Van Genechten   | Sven Jodts                | Bjorn Coomans      |